# Delaunay (chef vendéen)
Pour les articles homonymes, voir Delaunay.
Delaunay ou de Launay, né à une date et à un lieu inconnu et mort en 1795 à Belleville-sur-Vie, est un chef royaliste de la guerre de Vendée.

## Biographie
Les origines de Delaunay sont incertaines, mais il serait natif de Normandie. D'après Berthre de Bourniseaux : « Il prétendait être le parent de l'ancien gouverneur de la Bastille en 1789, mais personne ne voulait le croire sur parole ».
En novembre 1793, Delaunay est capturé par les Vendéens après la bataille de Fougères, lors de la Virée de Galerne. Protégé par Allard et Sapinaud, il rejoint les rangs des royalistes et combat à la bataille de La Flèche et à la bataille de Dol. Après la déroute du Mans, il traverse la Loire près d'Ancenis et gagne la Vendée,. 
En 1794, il combat d'abord au sein de l'armée du Centre, sous les ordres de Charles Sapinaud de La Rairie, mais passe au bout de quelques mois à l'armée du Bas-Poitou et du Pays de Retz, dirigée par Charette,,.
En juin 1794, Charette nomme Delaunay à la tête de la division des Sables d'Olonne, auparavant sous les ordres de Jean-Baptiste Joly, qui trouve la mort dans des circonstances obscures. Peu après, Delaunay aurait, selon Le Bouvier-Desmortiers et Pierre-Suzanne Lucas de La Championnière, dépouillé la veuve et la fille de Joly, avant d'assassiner la première pour s'emparer des trésors de son prédécesseur,.
Le 17 juillet 1794, Delaunay est blessé d'une balle à la poitrine à la bataille de La Chambaudière alors que, totalement ivre selon Lucas de La Championnière, il narguait les troupes républicaines « comme un hussard ».
En septembre 1794, il participe à la bataille de La Roullière, où il mène la division du Pays de Retz en l'absence de Guérin, et à la bataille de Fréligné, où il est à nouveau blessé,.
De tous les officiers de Charette, Delaunay est celui qui se montre le plus hostile à la signature du Traité de La Jaunaye en février 1795. D'après Bertrand Poirier de Beauvais, Delaunay « était déterminé à lui casser la tête d'un coup de pistolet, attestant que c'était un traître »,. Charette cherche alors à arrêter Delaunay, qui trouve refuge chez Stofflet.
Delaunay est finalement assassiné en mai ou en juin 1795, sur ordre de Charette. Il aurait été tué de la main de Pfeiffer, son garde du corps. 

Dans ses mémoires, le chef vendéen Pierre-Suzanne Lucas de La Championnière rapporte ainsi la mort de Delaunay : 

« Lorsque Stofflet eut signé la paix, de Launay, qu'il avait bien accueilli pendant la guerre, lui devint inutile ; il songea à s'en défaire ; l'esprit ambitieux de cet officier lui causait sans doute quelques craintes ; en conséquence une lettre circulaire fut adressée à tous les officiers des armées catholiques où l'on peignait de Launay comme un scélérat, dont le dessein était d'empoisonner tous les chefs ; peu de jours après de Launay fut amené lui-même à Belleville. On eût dû au moins lui faire subir un jugement, et sans doute que ses crimes eussent été assez prouvés pour lui mériter la mort ; mais sans égard pour sa bravoure et les blessures dont il était couvert, il fut livré entre les mains d'un fort allemand qui le fit périr à coups de sabre. Le Général était absent lorsque de Launay fut amené ; dès qu'il fut instruit de son arrivée, il appela son Allemand et lui dit : « Va-t-en me fusiller cet homme ; s'il reparaît devant moi, je vous brûle la cervelle à tous les deux »; de Launay avait eu le temps de visiter ses camarades et s'il eût été sûr de son sort, il eût trouvé assez de partisans qui eussent facilité son évasion ; tous au contraire cherchèrent à le rassurer contre la crainte trop bien fondée qu'il avait du Général. Il était chez M. de Couëtus lorsque l'exécuteur vint pour remplir ses ordres et, sous les yeux du Général en second et sans égard pour ses filles qui se trouvaient présentes, il fut garrotté par ce féroce Allemand et arraché de force d'un lieu qui aurait dû être inviolable. Son corps resta plusieurs jours sans sépulture dans l'endroit de son supplice ; il avait été dépouillé et était tourné de façon qu'on voyait les blessures honorables qu'il avait reçues aux deux côtés de la poitrine. »

## Regards contemporains
« De Launay avait été  pris de l'autre côté de la Loire servant dans un bataillon ; il dut la liberté et la vie à un des chefs qui l'avait fait prisonnier et remplit quelque temps auprès de lui le vil emploi de palefrenier. Il s'attacha au parti royaliste et vint se joindre à M. de Charette, faisant partie d'un détachement conduit par M. de Sapineau. Dès les premiers jours il montra un esprit intrigant et ambitieux ; il chercha à enlever le commandement à M. Sapineau, et pour se gagner l'affection des soldats, il était sans cesse à les haranguer ; on les voyait autour de lui comme à la suite d'un charlatan ; il en avait aussi le langage et la tournure ; nous n'avons jamais bien su ce qu'il était ; quelques connaissances en médecine et l'usage fréquents de termes scientifiques ont fait croire à quelques-uns qu'il avait vendu de l'orviétan ; d'autres lui trouvaient l'air d'un prêtre ; cependant il affectait un parfait athéisme ; sa haine pour le sexe, sa voix grêle avec un corps sans vigueur firent dire à quelques-uns qu'il était castrat ; il se disait gentilhomme normand. On était également partagé sur sa bravoure ; il se montra avec intrépidité au combat, mais ses officiers prétendaient que dans sa division  il avait la lâcheté d'une fille ; on attribuait cette différence à la quantité d'eau-de-vie dont il avait soin de s'abreuver avant de marcher au feu, précaution qu'il ne pouvait pas prendre au moment d'un surprise. »

— Pierre-Suzanne Lucas de La Championnière

« M. Delaunay y a passé dans la Vendée pour un aventurier. [...] Sa mort parut juste et nécessaire : tant d'ingratitude et d'ambition devaient recevoir enfin un juste châtiment ; mais la manière arbitraire dont il fut jugé, la barbarie que l'on mit dans l'exécution de la sentence, révoltèrent les esprits déjà indignés contre l'un des juges de MM. de Marigny et Joly. Sans plaindre la victime, on accusa le général de despotisme. Quelques Vendéens ont prétendu que Delaunay était hermaphrodite ; ils n'en apportent d'autres preuves qu'une voix grêle et féminine et des formes peu viriles. »

— Pierre Victor Jean Berthre de Bourniseaux

« Delaunay et moi avions déjà été, un dimanche, haranguer des soldats du Centre qui nous écoutaient avec plaisir et étaient indignés de la paix. Delaunay savait les entraîner ; il parlait avec beaucoup plus de facilité que moi, et avec une profusion de pensée qu'il serait difficile d'imiter. [...] Cet homme n'a jamais voulu se faire connaître, je ne sais pourquoi. Il se disait seulement de la Normandie, et, à son accent, on voyait qu'il disait vrai. C'est peut-être la seule vérité qu'il ait dite parmi nous. Il avait beaucoup d'esprit, et un jour de bataille donnait de sa personne avec un courage héroïque. »

— Bertrand Poirier de Beauvais